# Tam Phước (Quảng Nam)
Tam Phước is een xã in het district Phú Ninh, een van de districten in de Vietnamese provincie Quảng Nam. Tam Phước heeft ruim 7900 inwoners op een oppervlakte van 14,6 km².

## Geografie en topografie
Tam Phước ligt in het noorden van het district. Aangrenzende xã's zijn Tam Thành, Tam An, Tam Đàn, Phú Thịnh, Tam Vinh en Tam Lộc.